# 詹马尔科·尼科西亚
詹马尔科·尼科西亚（義大利語：Gianmarco Nicosia，1998年2月12日—），意大利水球运动员。他曾代表意大利国家队参加2019年世界游泳锦标赛和2020年夏季奥林匹克运动会水球比赛。